# 1984 SH6
1984 SH6 är en asteroid i huvudbältet som upptäcktes den 22 september 1984 av den belgiske astronomen Henri Debehogne vid La Silla-observatoriet.
Asteroiden har en diameter på ungefär 4 kilometer.